# Gabriela Grillo
Gabriela Grillo (n. 19 august 1952, Duisburg, RFG – d. 25 februarie 2024, Mülheim an der Ruhr, Germania) a fost o antreprenoare ce a reprezentat Germania, medaliată olimpică. A participat la o ediție a Jocurilor Olimpice (1976) în care a câștigat o medalie de aur.